# Erich Rademacher
Erich Rademacher (n. 9 iunie 1901, Magdeburg, Imperiul German – d. 3 aprilie 1979, Stuttgart, Germania) a fost un înotător german, medaliat olimpic. A participat la 2 ediții ale Jocurilor Olimpice (1928, 1932) în care a câștigat o medalie de argint.